# Wenus z Galgenbergu

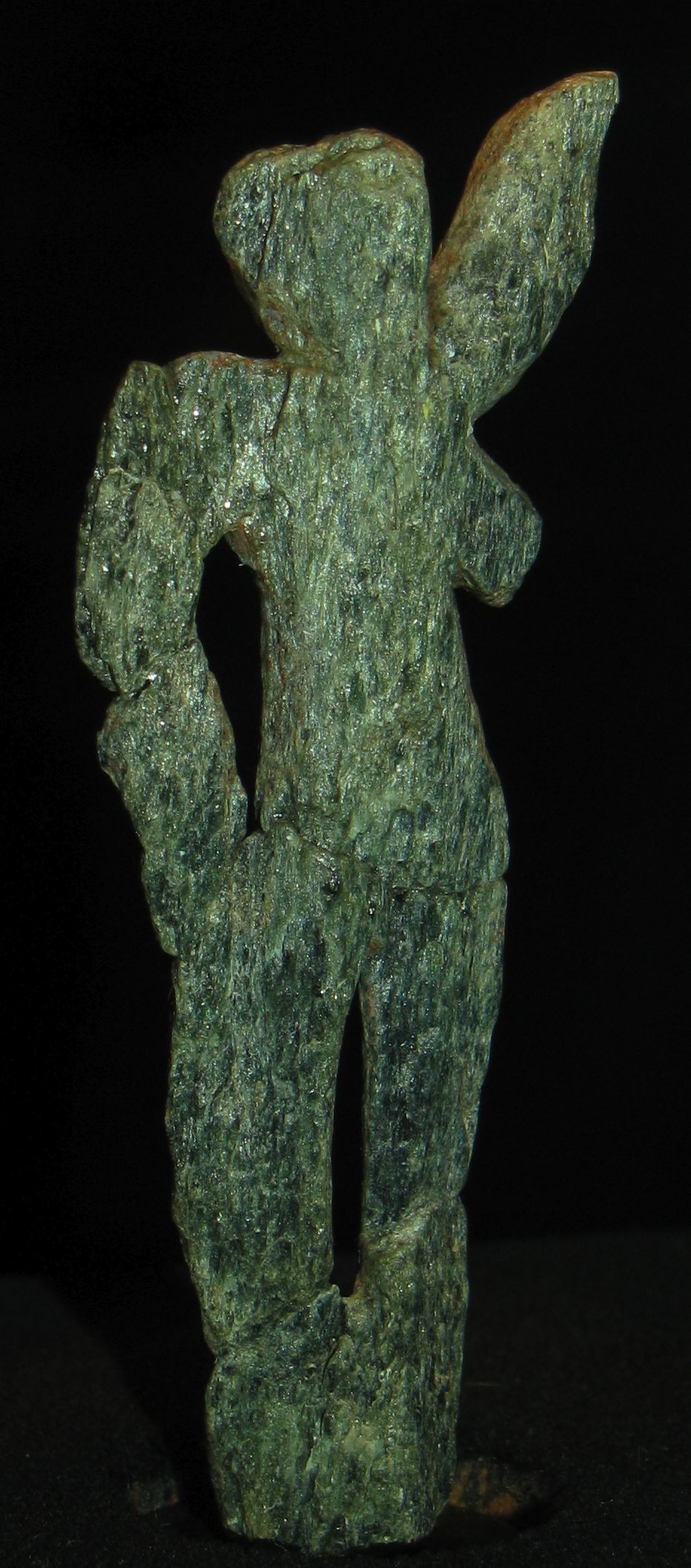
Wenus z Galgenbergu

Wenus z Galgenbergu – figurka paleolitycznej Wenus, odkryta 23 września 1988 roku podczas ratunkowych prac wykopaliskowych prowadzonych pod kierownictwem Christine Neugebauer-Maresch na terenie paleolitycznego obozowiska Galgenberg koło Stratzing w powiecie Krems-Land w Dolnej Austrii. Uznawana jest za najstarszy znany przykład sztuki figuralnej na świecie (jeśli nie uwzględni się kilku dyskusyjnych znalezisk z obszaru Bliskiego Wschodu).
Figurka datowana jest na ok. 31 tysięcy lat. Wykonana została z połyskującego zielonkawego amfibolitu, ma 7,2 cm wysokości i waży 10 g. W momencie odkrycia była połamana na kilka części. Przedstawia kobietę z uniesioną lewą ręką, prawdopodobnie tańczącą. Figurka potocznie nazywana jest „Fanny”, od imienia XIX-wiecznej austriackiej tancerki Fanny Elßler.